# ریچارد دوس
ریچارد دوس (انگلیسی: Richard DeVos؛ زادهٔ ۴ مارس ۱۹۲۶) بیزنس‌من اهل ایالات متحده آمریکا، یکی از مؤسسین اموی در کنار جی ون اندل و مالک تیم بسکتبال اورلندو مجیک در اتحادیه ملی بسکتبال است. مجله فوربز در سال ۲۰۱۲ او را با ثروت تخمینی خالص ۵ میلیارد دلار در ردیف ۶۰مین شخص ثروتمند در آمریکا و ۲۰۵مین شخص ثروتمند در جهان قرار داد. او زمانی یکی از ۱۰ ثروتمندترین اشخاص در آمریکا بود.

## درگیری در سیاست
دوس از اهداکنندگان اصلی کمک مالی به حزب جمهوری‌خواه و نهضت‌های محافظه کار مانند مؤسسه امریکن انترپرایز است. او همچنین از نامزدی ریک سنتوروم و نوت گینگریچ حمایت کرده است. او به عنوان رئیس کمیته مالی کمیته ملی جمهوریخواه فعالیت کرده است.
او و همسرش دوست نزدیک جرالد و بتی فورد بودند. او عضو هیئت امنای بنیاد ریاست جمهوری فورد است.